# Черниговский базовый профессиональный медицинский колледж
Черниговский базовый профессиональный медицинский колледж — украинское высшее учебное заведение, расположенное в городе Чернигов.
Основан в 1868 году в виде фельдшерской школы. В одном помещении находилась сама школа, спальни, столовая и комната смотрителя. В помещении было тесно, библиотека находилась в коридоре, преподавательская отсутствовала. В 1868 году набрали первых студентов. 30 из них были на стипендии, остальные обучались за свои средства.